# Milton Hatoum
Milton Hatoum, nome completo Milton Assi Hatoum (Manaus, 19 agosto 1952), è uno scrittore e giornalista brasiliano.
I suoi libri sono stati tradotti in 12 lingue e in 14 paesi.

## Biografia
Nato nel 1952 a Manaus da genitori libanesi, vive e lavora a San Paolo.
Dopo gli studi di architettura all'Universidade de São Paulo, nel 1979 si è trasferito in Europa per sfuggire alla dittatura vivendo per tre anni a Parigi e, una volta tornato in patria, ha insegnato letteratura brasiliana all'Università di Amazonas. Per un periodo è stato docente all'Università della California - Berkeley. 
Giornalista per O Estado de São Paulo e O Globo, ha esordito nella narrativa nel 1989 con il romanzo Ricordi di un certo oriente. In seguito ha dato alle stampe altri cinque romanzi e una raccolta di racconti vincendo il Premio Jabuti in tre diverse occasioni e fornendo soggetti per il cinema, la televisione e i fumetti.
Nel 2025 è stato ammesso all'Accademia Brasiliana delle Lettere.

## Opere principali

### Romanzi
- Relato de um Certo Oriente (1989)
  - Ricordi di un certo oriente, Milano, Garzanti, 1992 traduzione di Amina Di Munno ISBN 88-11-67205-8.
  - Racconto di un certo oriente, Milano, Il saggiatore Net, 2007 traduzione di Amina Di Munno ISBN 978-88-515-2352-7.
- Due fratelli (Dois Irmãos, 2000), Milano, Tropea, 2005 traduzione di Amina Di Munno ISBN 88-438-0461-8.
- Nas asas do Condor (2002)
- Ceneri del Nord (Cinzas do Norte, 2005), Milano, Il Saggiatore, 2007 traduzione di Amina Di Munno ISBN 978-88-428-1431-3.
- Orfãos do Eldorado (2008)
- A Noite da Espera (2017)

### Racconti
- A cidade ilhada (2009)

## Adattamenti

### Fumetti
- Due fratelli di Fábio Moon e Gabriel Bá, Milano, Bao publishing, 2015 ISBN 978-88-6543-580-9.

## Premi e riconoscimenti
- Premio Jabuti: 1990 vincitore del miglior romanzo con Ricordi di un certo oriente; 2001 vincitore del miglior romanzo con Due fratelli; 2006 vincitore del miglior romanzo e libro dell'anno con Ceneri del Nord
- Prêmio Portugal Telecom de Literatura: 2006 vincitore con Ceneri del Nord
- Prêmio São Paulo de Literatura: 2009 finalista con Orfãos do Eldorado
- Prix Roger Caillois: 2018 vincitore alla carriera